# Atrax robustus
Atrax robustus o araña de embudo australiana es una araña migalomorfa de la familia Hexathelidae.  Es una especie venenosa nativa del este de Australia. Se la conoce como araña de Sídney (o inadecuadamente como tarántula de Sídney). En inglés se llama Sydney funnel-web spider (araña de Sídney con tela en embudo).
Antes se clasificaba como miembro de la familia Dipluridae, aunque recientemente ha sido incluida entre las Hexathelidae.[cita requerida]

## Descripción
Los quelíceros poseen grandes sacos de veneno. La hembra mide de 6 a 7 cm. Su color es azul-negro o marrón brillante con pelos aterciopelados en el opistosoma (abdomen). El macho es pequeño, más delgado, y tiene las patas más largas. El macho alcanza hasta 4,8 cm, excepcionalmente se han encontrado ejemplares de hasta 7,0 cm.  Tienen patas brillantes, sólidos, una fila de dientes a lo largo del surco del colmillo y otra fila en sus garras.

## Hábitat
Atrax robustus se localiza en la costa este de Australia, encontrándose especímenes en Nueva Gales del Sur, Australia meridional, Victoria y Queensland.  

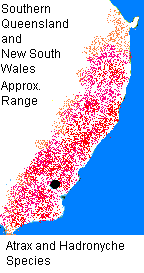
Distribución de Atrax robustus en Australia.

Se oculta debajo de rocas y maderas caídas. También están en suelo húmedo debajo de casas, de grietas en rocas de jardines y en estiércol vegetal. Sus telas miden de 20 a 60 cm de largo, y se encuentran en tierras con una humedad estable. Soportan altas y bajas temperaturas. La entrada de la tela es en forma de “Y” o de “T” y la tejen moldeando una forma de embudo. De ahí el nombre en inglés para este tipo de arañas (funnelweb).

## Relevancia médica
Atrax robustus es probablemente una de las tres arañas más peligrosas del mundo y son consideradas por algunos como las más peligrosas
El estudio de los registros de mordeduras parece indicar que los machos deambulantes causan la mayor parte de las mordeduras mortales a humanos. Los machos, reconocibles por el segmento final del pedipalpo modificado, son agresivos y tienden a deambular durante los meses de calor en busca de hembras receptivas para aparearse. Aparecen en ocasiones en piscinas y garajes o cobertizos en zonas urbanas, donde el riesgo de interacción con humanos es mayor.
Aparentemente entre el 10% y el 25% de las mordeduras de estas arañas acarrean la inoculación de cantidades apreciables de veneno, pero dado que no es posible predecir cuándo es el caso, todas las mordeduras deben tratarse como potencialmente mortales.
Se han registrado 13 muertes (7 de ellas en niños) en Australia en el siglo XX debidas a la mordedura de esta especie. En los casos en los que se pudo comprobar el sexo de la araña, se comprobó que habían sido machos.

### Toxinas
El veneno de Atrax contiene un gran número de toxinas diferentes, englobadas bajo el nombre de atracotoxinas (ACTX). La primera toxina en ser aislada fue la δ-ACTX. Esta toxina produce síntomas de envenenamiento en monos similares a los observados en los casos de mordeduras a humanos, por lo que se considera que la ACTX es responsable de los mecanismos fisiopatológicos del veneno.
La ACTX opera abriendo canales de sodio. Son neurotoxinas presinápticas que mediante la apertura de canales de sodio producen la activación espontánea y repetida en neuronas del sistema motor y autónomo.
A pesar de ser extremadamente tóxico en primates, el veneno es relativamente inocuo en otros animales, incluidos perros, gatos, caballos, conejillos de indias, pollos e incluso sapos de caña.
El veneno de las hembras es 30 veces menos potente que el de los machos.

### Síntomas
La mordedura es dolorosa debido al pH ácido del veneno y el tamaño de los quelíceros que penetran en la piel. Los efectos locales pueden ser seguidos de envenenamiento sistémico con síntomas como hormigueo alrededor de la boca, contracciones involuntarias de los músculos faciales, náuseas, vómitos, salivación y sudor excesivos, y dificultad respiratoria. Los pacientes pueden sufrir rápidamente desorientación y coma asociados con hipertensión, acidosis metabólica, dilatación de las pupilas, contracciones musculares involuntarias y edema pulmonar. La muerte puede acontecer como resultado de la hipotensión progresiva o por un aumento de la presión intracraneal a causa del edema cerebral.
La aparición del envenenamiento severo es rápida. En un estudio el tiempo medio del inicio del envenenamiento fue de 28 minutos. La muerte puede ocurrir entre 15 minutos (en el caso de un niño pequeño) y 3 días después de la mordedura.

### Tratamiento
El tratamiento de primeros auxilios en el caso de mordedura por estas arañas consiste en aplicar un vendaje compresivo e inmovilizador del miembro afectado, de forma similar a como se tratan las mordeduras de muchas serpientes venenosas. Este tratamiento ha demostrado ser efectivo en retardar la acción del veneno e incluso su inactivación.
La principal forma de tratamiento se basa en el antídoto, que fue desarrollado en 1981 en Melbourne y desde su introducción no se han registrado muertes a causa de la mordedura de estas arañas. El antídoto también ha reducido de unos 14 a 1-3 días el periodo de hospitalización en el caso de mordeduras graves.